# José Matías Quintana
José Matías Quintana (Mérida, Yucatán, 24 de febrero de 1767 - Ciudad de México, 30 de marzo de  1841) fue un escritor y político mexicano de ideología liberal e independentista. Fue padre de Andrés Quintana Roo, connotado político e insurgente en el proceso de independencia de México y de Tomás Quintana Roo, sacerdote y también político yucateco de principios del siglo XIX.

## Semblanza biográfica
Sus padres fueron Gregorio Quintana y Martina del Campo y León. Aunque no realizó estudios profesionales ni académicos manifestó un marcado gusto por la literatura. Durante su juventud se dedicó al comercio. En 1810 comenzó a participar en las reuniones de los sanjuanistas, grupo que pugnaba por la independencia política de Yucatán y de la Nueva España.
Fundó y dirigió el periódico Clamores de la Fidelidad Americana contra la Opresión o  Fragmentos para la Historia Futura, del cual se publicaron 26 números de noviembre de 1813 a mayo de 1814. La publicación denunciaba las injusticias cometidas por los españoles en perjuicio de los americanos. Debido a sus escritos y publicaciones fue aprehendido y enviado como prisionero a la cárcel de San Juan de Ulúa.
Al consumarse la independencia de México fue diputado en la Legislatura del Estado de Yucatán y del Congreso Nacional. Fue autor del artículo "El jacobinismo en México" dedicado a Antonio López de Santa Anna el cual intentaba mostrar una visión imparcial a los grupos políticos de la época. Por otra parte, escribió el libro de carácter religioso Meditaciones, el cual llegó a editarse dos veces en Yucatán y una vez en México. Murió en la capital el 30 de marzo de 1841.